# Сиволап Ганна Миколаївна
Ганна Миколаївна Сиволап (нар. 10 грудня 1946, село Ветхалівка, тепер Гадяцького району Полтавської області) — українська радянська діячка, оператор машинного доїння Глобинського цукрового комбінату Полтавської області. Депутат Верховної Ради СРСР 9—11-го скликань. Герой Соціалістичної Праці (17.03.1981).

## Біографія
Народилася в селянській родині. У 1961 році закінчила восьмирічну школу в селі Ветхалівці. У 1961—1963 роках — колгоспниця, телятниця колгоспу імені Шевченка Глобинського району Полтавської області.
З 1963 року — доярка (оператор машинного доїння) молочнотоварної ферми другого відділка «Червоний прапор» (потім — імені Чапаєва) Глобинського цукрового комбінату в селі Кордубанове Глобинської селищної ради Полтавської області. У 1974 році заочно закінчила середню школу № 5 в смт. Глобине.
Член КПРС з 1976 року.
Неодноразово брала участь у всесоюзній виставці ВДНГ, де здобула кілька нагород. У 1981 році обиралася делегатом XXVI з'їзду КПРС та депутатом Верховної Ради СРСР 9—11-го скликань. Народила та виховала п'ятеро дітей.
Без відриву від виробництва закінчила у 1984 році зооінженерний факультет Полтавського сільськогосподарського інституту.
З 2000 року — на пенсії в місті Глобине Полтавської області.

## Нагороди
- Герой Соціалістичної Праці (17.03.1981)
- два ордени Леніна (24.12.1976, 17.03.1981)
- орден Трудового Червоного Прапора (6.09.1973)
- медаль «За доблесну працю. В ознаменування 100-річчя з дня народження Володимира Ілліча Леніна» (1970)
- дві золоті медалі ВДНГ
- дві срібні медалі ВДНГ
- медаль Материнства ІІ-го ступеня
- Заслужений працівник сільського господарства Української РСР
- Державна премія Української РСР (1986)